# Dhamsa

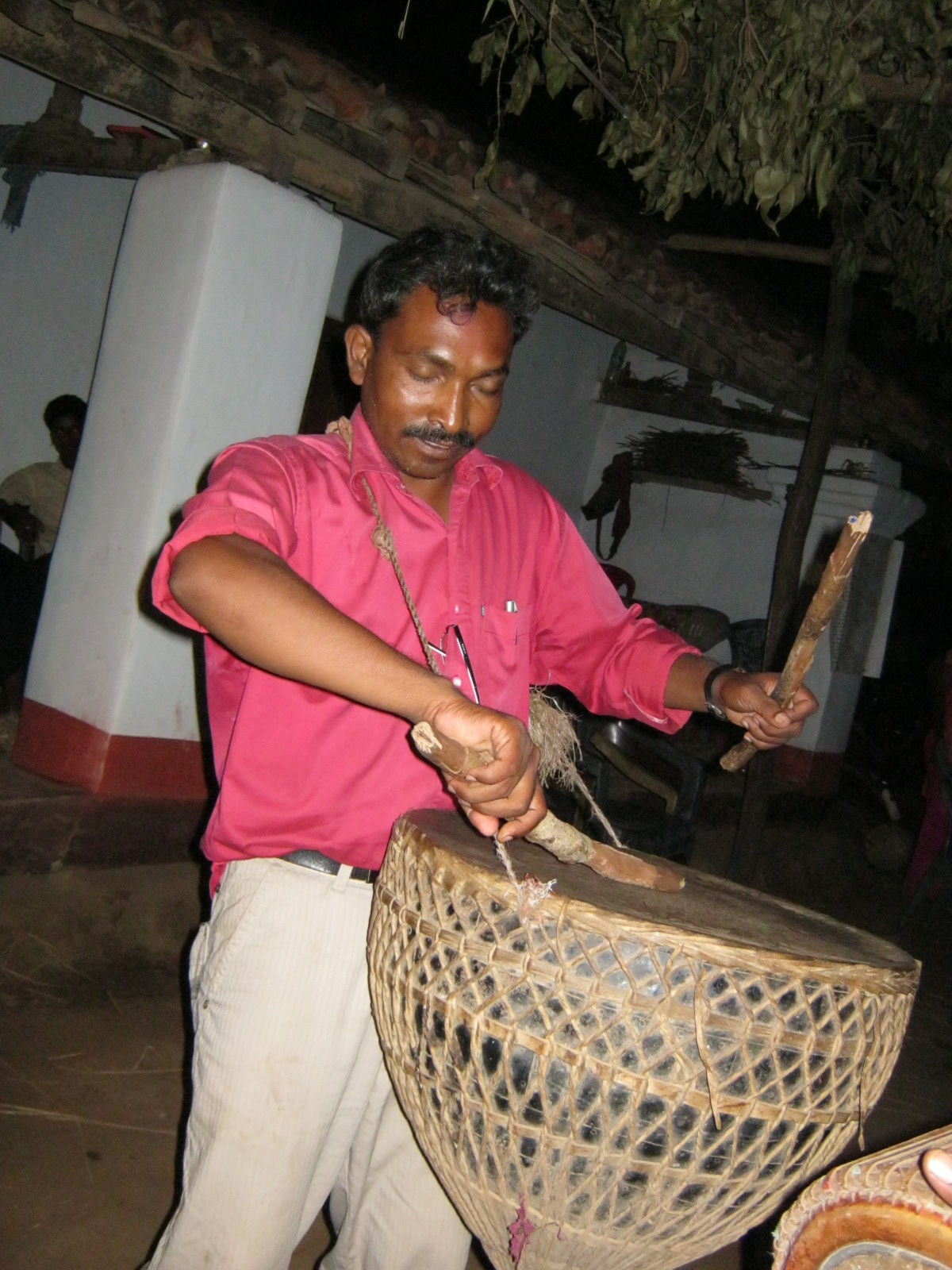
Dhamsa. Die Santal nennen sie tamak und spielen sie bei Familienfeiern. Unten rechts angeschnitten die zweifellige konische Röhrentrommel tumdak.

Dhamsa, (bengali und andere Regionalsprachen in Ostindien) dhāmsā, auch dhumsa, ist die größte, in der nordindischen Musik gespielte Kesseltrommel. Sie besitzt einen Korpus aus Eisen, gehört zum Typus der indischen nāgaras und wird bei religiösen Jahresfeiern und zur Begleitung von Volkstänzen meist in der dörflichen Musik gespielt. Nāgara ist in Indien ein überregionaler Begriff für unterschiedlich große, einzeln oder paarweise eingesetzte Kesseltrommeln; die dhamsa ist eine besondere Bauart, die einzeln mit zwei Stöcken und häufig zusammen mit anderen Trommeln geschlagen wird.

## Bauform und Spielweise
Der Korpus (khol) verjüngt sich etwa elliptisch bis zur Unterseite, seine Form ergibt sich aus der speziellen Konstruktion, die aus dünnen Eisenblechstreifen besteht. Diese winden sich spiralig im Kreis nach oben und sind an den Überlappungskanten durch enge Nietenreihen miteinander verbunden. Bei einer Trommel aus dem westbengalischen Distrikt Purulia wurden ein oberer Durchmesser von 61 Zentimetern, ein kreisförmiges unteres Abschlussblech von 9 Zentimetern und in der Höhe 52 Zentimeter gemessen. Die Membran besteht aus einer ungegerbten Ochsenhaut, die mit einem dicht verknüpften Geflecht aus Hautstreifen (bandhi) bis zu einem Ring am Boden gespannt wird. Dieser dicke Ring (bidi) hat einen Durchmesser von etwa 15 Zentimetern und dient zugleich als Schutz für das untere Bodenblech. Unter dem oberen Rand bildet die Verspannung ein rautenförmiges Muster, das im mittleren Bereich in ein längliches Netzmuster übergeht, bei dem sich die Streifen mehrfach überkreuzen. Das Geflecht ermöglicht, dass die Trommel in einer schräggeneigten Position auf den Boden gelegt werden kann. Ein kleines Loch in Bodenmitte hat wohl wenig Auswirkungen auf den Klang, aber die Musiker sind der Meinung, dass das Instrument besser klingt, wenn sie kurz vor dem Spiel in dieses Loch hineinblasen.
Die beiden leicht gekrümmten Schlägel (damsar khadi) ohne Kopf bestehen aus Teak- (segun) oder Palmenholz (kul). Ein Schlägelpaar wurde mit 37 und 48 Zentimetern Länge bei 2,5 Zentimetern Dicke gemessen. Der Spieler sitzt auf dem Boden vor dem mit etwa 45 Grad geneigten Instrument, andere Trommeln ruhen waagrecht in einem Gestell und werden im Stehen geschlagen. Mit einem beidseitig am Rand befestigten Gurt kann die dhamsa auch um den Hals gehängt und im Gehen gespielt werden, dabei ist das Trommelfell leicht nach vorn geneigt. Die Trommel wird mit einem Stock in jeder Hand geschlagen. Um stets einen dunklen vollen Ton zu erzeugen, erfolgen die Schläge nur auf die Mitte des Trommelfells, nie an den Rand. Die Bewegungen sind weit ausgreifend und können bis über den Kopf reichen.

## Herkunft und Verbreitung
Nāgara ist in Indien ein Oberbegriff für einzeln oder paarweise in der Volksmusik gespielte Kesseltrommeln, denen eine Herkunft von der arabischen, weit verbreiteten naqqāra nachgesagt wird. Dieses Kesseltrommelpaar kam mit den Militärkapellen der muslimischen Eroberer ab dem 8. Jahrhundert ins Land und gehörte später zum Palastorchester der Sultane. Der arabische Name für Trommeln allgemein ist tabl. Große arabische Kesseltrommeln, die einzeln gespielt wurden, hießen früher kūs, (Pl. kūsāt). 
Die indischen Trommeln haben jedoch weit länger zurückreichende Wurzeln. Bereits in vedischen Schriften aus dem 1. Jahrtausend v. Chr. taucht häufig der Name dundubhi auf, mit dem in den meisten Fällen eine Kriegstrommel gemeint war. Vermutlich handelte es sich um eine hölzerne Kesseltrommel, daneben gab es in vorchristlicher Zeit mehrere andere Trommeltypen, die aus Texten und Abbildungen bekannt sind und je nach Kontext womöglich dundubhi genannt wurden.
Die dhamsa diente in früheren Zeiten wegen ihrer laut und weit tönenden Schläge als Kriegstrommel bei Stammesauseinandersetzungen. Heute ist sie ein unentbehrliches Rhythmusinstrument bei Tanztheatern und Volkstänzen der unteren Kasten und mehrerer Adivasi-Gruppen in den ostindischen Bundesländern. Am bekanntesten ist das chhau-Tanztheater, das mit bunt kostümierten und maskierten Tänzern in den drei unterschiedlichen Stilen Seraikella chhau in Jharkhand, Purulia chhau in Westbengalen und Mayurbhanj chhau in Orissa aufgeführt wird. Im Gebiet Seraikella heißen kleinere Kesseltrommeln nāgara oder nagra und nur größere dhamsa. Als weitere Begleitinstrumente dienen die Fasstrommeln dhol, dholak oder dholki und die Doppelrohrblattinstrumente shehnai oder mohori. Manchmal spielen im besonders lebhaften Purulia chhau bis zu sechs dhamsas zusammen. Der dhol-Spieler leitet im Stehen die Aufführung und läuft – mit seiner Trommel um den Hals hängend – auf der Bühne umher und schreit dazwischen, während der dhamsawala (dhamsa-Spieler) am Boden sitzt.
Der dhimsa-Tanz (auch dimsa) ist ein Stammestanz, der im  Osten von Andhra Pradesh (im Araku-Tal bei Visakhapatnam) und in anderen abgelegenen Gebieten von Orissa und Madhya Pradesh aufgeführt wird, besonders beim jährlichen Jagd-Fest im März/April und ansonsten bei Hochzeiten. In leuchtendes Rot, Gelb und Grün gekleidete Männer und Frauen jeden Alters nehmen daran teil und tanzen zur Begleitung von dhamsa, dhol und weiteren Trommeln, deren Namen nur regional bekannt sind.
Charakteristisch für die Stammestänze dieser Region ist eine rhythmusbetonte Begleitmusik, die oft nur aus Trommeln besteht. Eine Besonderheit beim ghumra-Tanz von Orissa ist, dass die Tänzer selbst die gleichnamige Trommel spielen. In Mukutmanipur (Bankura-Distrikt) in Westbengalen spielen die Adivasi-Gruppen der Santal, Munda und Bhumij auf Festveranstaltungen zur Begleitung ihrer Tänze die dhamsa, die kleine tönerne Fasstrommel madal und das Saiteninstrument kendra.